# Челябинский вариант
Челябинский вариант — система, возникающая в сицилианской защите после ходов: 
 1. e2-е4 c7-с5 
 2. Kg1-f3 Kb8-c6 
 3. d2-d4 c5:d4 
 4. Kf3:d4 Kg8-f6 
 5. Kb1-c3 e7-e5 
 6. Kd4-b5 d7-d6 
 7. Cc1-g5 a7-a6 
 8. Kb5-a3 b7-b5.
Острый вариант, предложенный челябинским гроссмейстером Свешниковым (именуется также вариантом Пеликана (Ласкера — Свешникова)). Чёрные хотят задержать белого коня на краю доски и получить время для скорейшей мобилизации сил. Относится к полуоткрытым началам.

## Вариант 9. Каb1
Белые стремятся в первую очередь решить проблему «плохого» коня, но этот план занимает слишком много времени.
9…Ce7 10.C:f6 C:f6 11.a4…Подрыв, обеспечивающий белым важное поле с4. 11…b4  (на руку сопернику 11…ba 12.Л:а4 0-0 13.Кd2 Kd4 14.Cc4 Cd7 15.Ла2 Cg5 16.Kb3 Фc8 17.Cd5,и перевес белых ощутим) 12.Kd5 Cg5 13.Cc4 0-0 14.Kd2 Крh8 15.O-O f5 (в случае 15…Cb7 16.Kb3 a5 17.Фe2 g6 18.Лad1 f5 белые должны принимать меры против надвигающейся атаки соперника) 16.f3 Ke7. Можно сделать вывод, что «кругосветное путешествие» белого коня дает чёрным время для организации полноценной контригры.

## Вариант 9.С:f6
9…gf (взятие 9…Ф:f6 дает белым темп для развития инициативы: 10.Kd5 Фd8 11.c4) 10.Kd5 (надо отметить гамбитную идею 10.Фh5, и если 10…b4, то 11.Cc4 Ла7 12.Kab5 ab 13.K:b5 c атакой за пожертвованную фигуру) 10…f5

## Вариант 9.Кd5
Главная линия теории варианта. Белые захватывают важнейший пункт d5. Чёрные чаще всего отвечают 9... Се7 (возможен и вариант Тимощенко 9... Фа5+), после чего 10. C:f6 C:f6 11. c3 Cg5 ведёт после 12. Kc2 Лb8 к упрощениям, после которых получается равное окончание.